# Ferrari 312B
A Ferrari 312B egy Formula–1-es versenyautó, amit a Scuderia Ferrari tervezett, és először az 1970-es bajnoki idény során vetették be. Különféle változataival egészen 1975-ig versenyzett a csapat.

## Története
Az 1970-es évek elején újra a siker útjára lépett a csapat: Chris Amon távozott, a helyére pedig Jacky Ickx és Clay Regazzoni érkezett. A Mauro Forghieri irányítása alatt tervezett új, Tipo 001 megnevezésű motor, amely 12 hengeres soros elrendezésű volt (a közvélekedés szerint boxermotor, habár ez a fajta kialakítás technikaliag nem volt az) alacsonyabb tömegközéppontot eredményezett és jobb légáramlatokat a hátsó szárny felé.
Első évében Ickx a lotusos Jochen Rindt-tel küzdött a bajnoki címért és három futamot meg is nyert, egyet pedig Regazzoni. Rindt halála után azonban nem tudott elég pontot gyűjteni ahhoz, hogy megnyerhesse a címet, így Rindt posztumusz világbajnok lett.
1971-ben a 312B2 nevű típussal vágtak neki az idénynek. Mario Andretti csatlakozott hozzájuk, aki rögtön győzelemmel indított. Ennek az altípusnak azonban voltak hiányosságai: a legnagyobb probléma az volt, hogy az új hátsó felfüggesztés és a Firestone gumiabroncsok magasabb teljesítményen komoly vibrációt okoztak. Forghieri a brit nagydíjra kisebb szárnyakat rögzített az első szárnyak oldalára is, ez a megoldás azonban később már nem jelent meg. Az idényt Jackie Stewart és a Tyrrell dominálták, a Ferrari csak harmadik lehetett. 1972-ben is a 312B2-vel vágtak neki a küzdelmeknek, de a problémás hátsó felfüggesztést egy hagyományosabbra cserélték. Ez nem segített sokat, mert az évet csak negyedikként zárta a csapat, Icky pedig mindössze a német nagydíjat tudta megnyerni.

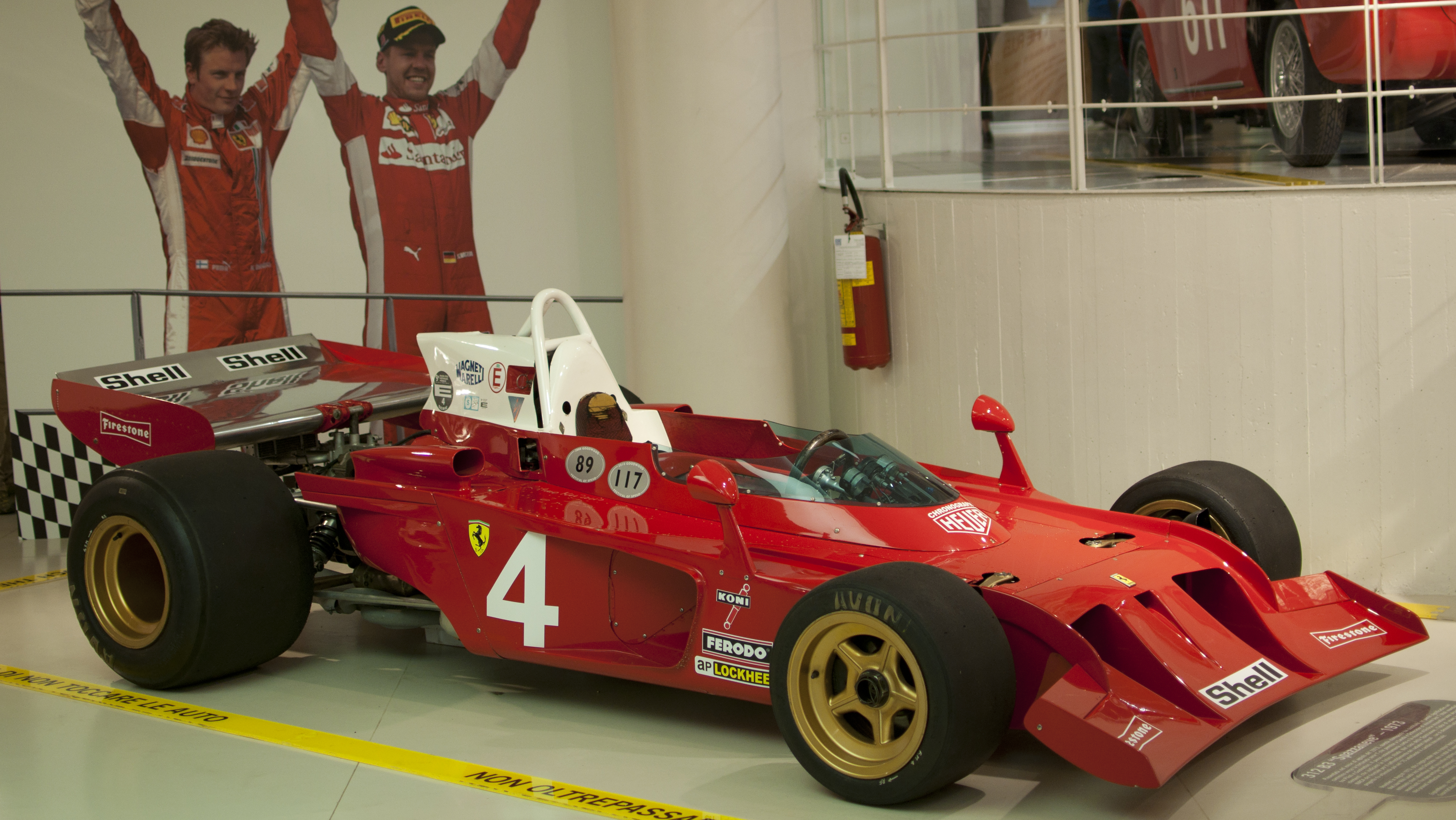
A "hókotró" kialakítású 312B3

Az idény során Forghieri kísérletezni kezdett és megpróbálta lemásolni a Tyrrell 003 kasztnijának első kialakítását. Dél-Afrikában próbálták ki, de nem volt versenyképes, ezért ezt sem alkalmazták többször. Ugyanez lett a sorsa a 312B3 nevű, forradalmian új kasztnijú autónak is. A szögletes kialakítás, az autó elejét teljes szélességben kitöltő, lapátszerű orr és a rendkívül rövid tengelytáv miatt az olasz sajtó a spazzaneve (hókotró) becenévvel illette. Arturo Merzario és Ickx teszteltek vele, de versenyen soha nem vetették be.
1973-ban a FIAT vezetősége áthelyezte Forghierit a kísérleti technikák csoportjához, a helyére pedig egy új stábot hoztak. Sandro Colombo lett az új technikai vezető, aki azonnal dobta a "hókotrót", és helyette egy teljesen új, viszont ugyanúgy 312B3 nevű autót építtetett. A szezont még a régi 312B2-vel kezdték meg, ami már messze nem volt versenyképes, csak a spanyol nagydíjon debütált az új, ami azonban még rosszabb eredményeket produkált. A Ferrari az egész szezonban csak szenvedett, ráadásul voltak olyan nagydíjak, amiket ki is hagytak, jelesül a holland és a német nagydíjakat. Ickx utóbbin mindenáron szeretett volna részt venni, ezért átült a McLarenhez és a versenyen harmadik lett. A kudarcok miatt idény közben visszahívták Forghierit, akinek néhány ötletét ugyan átvették, de a szezon menthetetlen volt. A Ferrari csak a hatodik lett a bajnokságban.

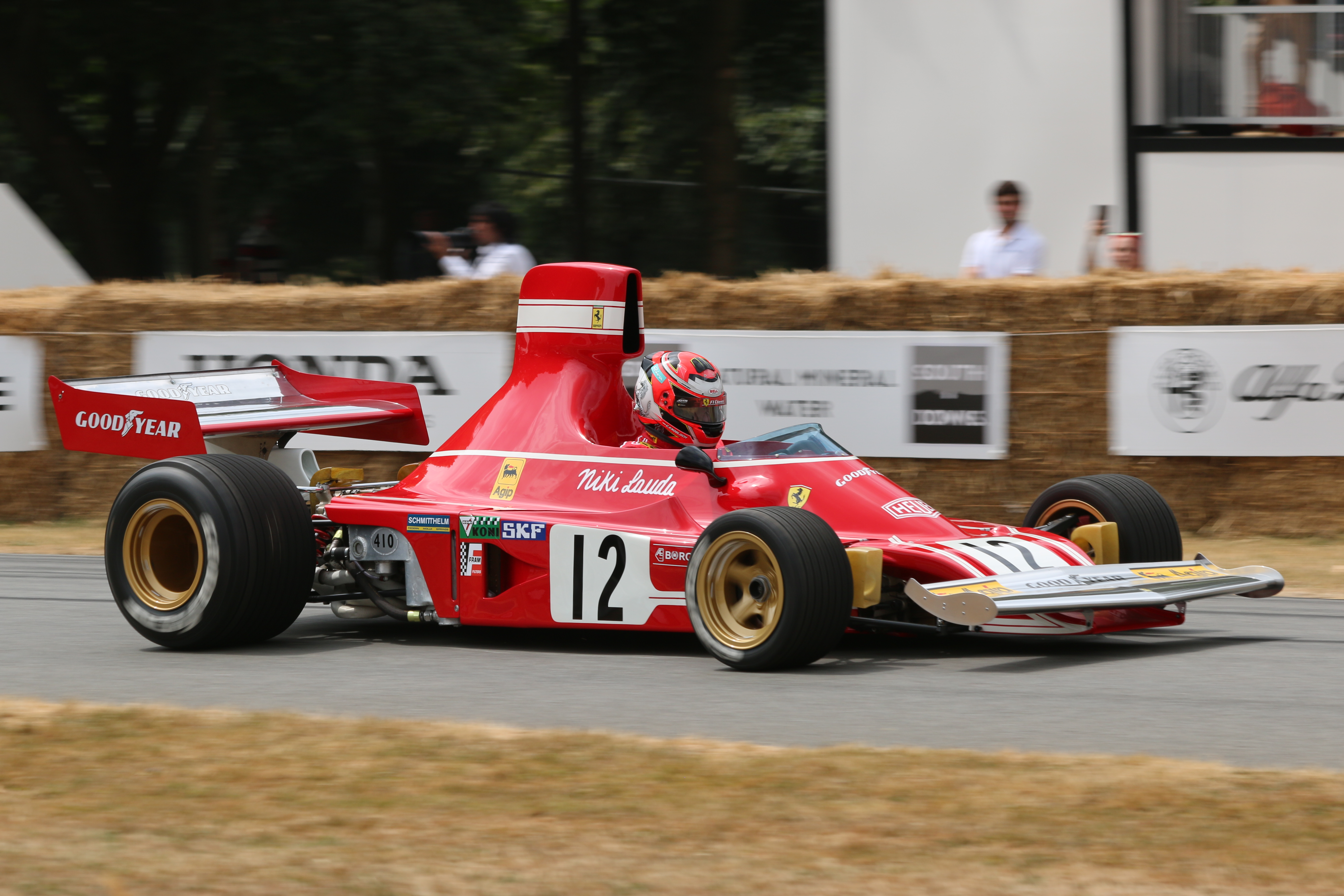
A 312B3-74 a 2018-as goodwoodi sebességfesztiválon

1974-ben alaposan átdolgozták az immár 312B3-74 névre hallgató autót, és a Niki Lauda - Clay Regazzoni versenyzőpárossal álltak ki. Ez az altípus már egészen messze volt az eredetitől, teljesen más volt az első szárny kialakítása, szélesebb volt a kasztni oldala, a pilótafülke mögött pedig egy jókora légbeömlő kapott helyet. Ezzel már sokkal jobban szerepeltek, Lauda kétszer, Regazzoni pedig egyszer tudott győzni, a csapat pedig konstruktőri második lett. Még az 1975-ös idény első két futamán is ezt az autót használták, amelyet aztán a 312T váltott le.

## Eredmények
Félkövérrel jelölve a pole pozíció, dőlt betűvel a leggyorsabb kör.
| Év   | Kasztni  | Gumik | Pilóták         | 1   | 2   | 3   | 4   | 5   | 6   | 7   | 8   | 9   | 10  | 11  | 12  | 13  | 14  | 15  | Pontok  | Helyezés |
| ---- | -------- | ----- | --------------- | --- | --- | --- | --- | --- | --- | --- | --- | --- | --- | --- | --- | --- | --- | --- | ------- | -------- |
| 1970 | 312B     | F     |                 | RSA | ESP | MON | BEL | NED | FRA | GBR | GER | AUT | ITA | CAN | USA | MEX |     |     | 52 (55) | 2.       |
| 1970 | 312B     | F     | Jacky Ickx      | KI  | KI  | KI  | 8   | 3   | KI  | KI  | 2   | 1   | KI  | 1   | 4   | 1   |     |     | 52 (55) | 2.       |
| 1970 | 312B     | F     | Clay Regazzoni  |     |     |     |     | 4   |     | 4   | KI  | 2   | 1   | 2   | 13  | 2   |     |     | 52 (55) | 2.       |
| 1970 | 312B     | F     | Ignazio Giunti  |     |     |     | 4   |     | 14  |     |     | 7   | KI  |     |     |     |     |     | 52 (55) | 2.       |
| 1971 | 312B     | F     |                 | RSA | ESP | MON | NED | FRA | GBR | GER | AUT | ITA | CAN | USA |     |     |     |     | 33      | 3.       |
| 1971 | 312B     | F     | Jacky Ickx      | 8   | 2   |     |     |     |     |     |     | KI  |     | KI  |     |     |     |     | 33      | 3.       |
| 1971 | 312B     | F     | Clay Regazzoni  | 3   | KI  |     |     |     |     |     |     |     |     |     |     |     |     |     | 33      | 3.       |
| 1971 | 312B     | F     | Mario Andretti  | 1   | KI  | NK  | KI  |     |     |     |     |     |     |     |     |     |     |     | 33      | 3.       |
| 1971 | 312B2    | F     | Jacky Ickx      |     |     | 3   | 1   | KI  | KI  | KI  | KI  |     | 8   |     |     |     |     |     | 33      | 3.       |
| 1971 | 312B2    | F     | Clay Regazzoni  |     |     | KI  | 3   | KI  | KI  | 3   | KI  | KI  | KI  | 6   |     |     |     |     | 33      | 3.       |
| 1971 | 312B2    | F     | Mario Andretti  |     |     |     |     |     |     | 4   |     |     | 13  | NI  |     |     |     |     | 33      | 3.       |
| 1972 | 312B2    | F     |                 | ARG | RSA | ESP | MON | BEL | FRA | GBR | GER | AUT | ITA | CAN | USA |     |     |     | 33      | 4.       |
| 1972 | 312B2    | F     | Jacky Ickx      | 3   | 8   | 2   | 2   | KI  | 11  | KI  | 1   | KI  | KI  | 12  | 5   |     |     |     | 33      | 4.       |
| 1972 | 312B2    | F     | Clay Regazzoni  | 4   | 12  | 3   | KI  | KI  |     |     | 2   | KI  | KI  | 5   | 8   |     |     |     | 33      | 4.       |
| 1972 | 312B2    | F     | Mario Andretti  | KI  | 4   | KI  |     |     |     |     |     |     | 7   |     | 6   |     |     |     | 33      | 4.       |
| 1972 | 312B2    | F     | Nanni Galli     |     |     |     |     |     | 13  |     |     |     |     |     |     |     |     |     | 33      | 4.       |
| 1972 | 312B2    | F     | Arturo Merzario |     |     |     |     |     |     | 6   | 12  |     |     |     |     |     |     |     | 33      | 4.       |
| 1973 | 312B2    | G     |                 | ARG | BRA | RSA | ESP | BEL | MON | SWE | FRA | GBR | NED | GER | AUT | ITA | CAN | USA | 12      | 6.       |
| 1973 | 312B2    | G     | Jacky Ickx      | 4   | 5   | KI  |     |     |     |     |     |     |     |     |     |     |     |     | 12      | 6.       |
| 1973 | 312B2    | G     | Arturo Merzario | 9   | 4   | 4   |     |     |     |     |     |     |     |     |     |     |     |     | 12      | 6.       |
| 1973 | 312B3    | G     | Jacky Ickx      |     |     |     | 12  | KI  | KI  | 6   | 5   | 8   |     |     |     | 8   |     |     | 12      | 6.       |
| 1973 | 312B3    | G     | Arturo Merzario |     |     |     |     |     | KI  |     | 7   |     |     |     | 7   | KI  | 15  | 16  | 12      | 6.       |
| 1974 | 312B3-74 | G     |                 | ARG | BRA | RSA | ESP | BEL | MON | SWE | NED | FRA | GBR | GER | AUT | ITA | CAN | USA | 65      | 2.       |
| 1974 | 312B3-74 | G     | Clay Regazzoni  | 3   | 2   | KI  | 2   | 4   | 4   | KI  | 2   | 3   | 4   | 1   | 5   | KI  | 2   | 11  | 65      | 2.       |
| 1974 | 312B3-74 | G     | Niki Lauda      | 2   | KI  | 16  | 1   | 2   | KI  | KI  | 1   | 2   | 5   | KI  | KI  | KI  | KI  | KI  | 65      | 2.       |
| 1975 | 312B3-74 | G     |                 | ARG | BRA | RSA | ESP | MON | BEL | SWE | NED | FRA | GBR | GER | AUT | ITA | USA |     | 72.51   | 1.       |
| 1975 | 312B3-74 | G     | Clay Regazzoni  | 4   | 4   |     |     |     |     |     |     |     |     |     |     |     |     |     | 72.51   | 1.       |
| 1975 | 312B3-74 | G     | Niki Lauda      | 6   | 5   |     |     |     |     |     |     |     |     |     |     |     |     |     | 72.51   | 1.       |

1 63,5 pontot a Ferrari 312T-vel gyűjtöttek

## Fordítás
Ez a szócikk részben vagy egészben  a   Ferrari 312B című angol Wikipédia-szócikk ezen változatának fordításán alapul.  Az eredeti cikk szerkesztőit annak laptörténete sorolja fel. Ez a jelzés csupán a megfogalmazás eredetét és a szerzői jogokat jelzi, nem szolgál a cikkben szereplő információk forrásmegjelöléseként.